# Arne Duncan
Pour les articles homonymes, voir Duncan.
Arne Duncan, né le 6 novembre 1964 à Chicago, est un homme politique américain. Membre du Parti démocrate, il est secrétaire à l'Éducation entre 2009 et 2015 dans l'administration du président Barack Obama.

## Biographie

### Jeunesse
Il passe sa jeunesse dans le quartier de Hyde Park à Chicago. Son père est professeur de psychologie à l'université de Chicago et sa mère, Susan Morton, s'occupe du Centre Sue Duncan pour les jeunes Afro-Américains dans le South Side de Chicago.

### Études et carrière professionnelle
Il est diplômé en sociologie de l'université Harvard, puis poursuit une carrière de basketteur professionnel pendant trois ans en Australie avant d'entamer une carrière dans le système éducatif américain. Administrateur de l'éducation, il dirige du 26 juin 2001 au 21 janvier 2009 le district scolaire des écoles publiques de Chicago, le troisième plus grand des États-Unis avec plus de 600 établissements.

### Secrétaire à l'Éducation
Nommé secrétaire à l'Éducation par Barack Obama, il est confirmé par le Sénat le 21 janvier 2009. Après près de sept ans en fonction, il annonce qu'il se retire le 31 décembre 2015.

### Vie privée
Il est marié avec une Australienne, Karen Leanne Duncan, dont il a deux enfants.